# Vide (Las Nieves)

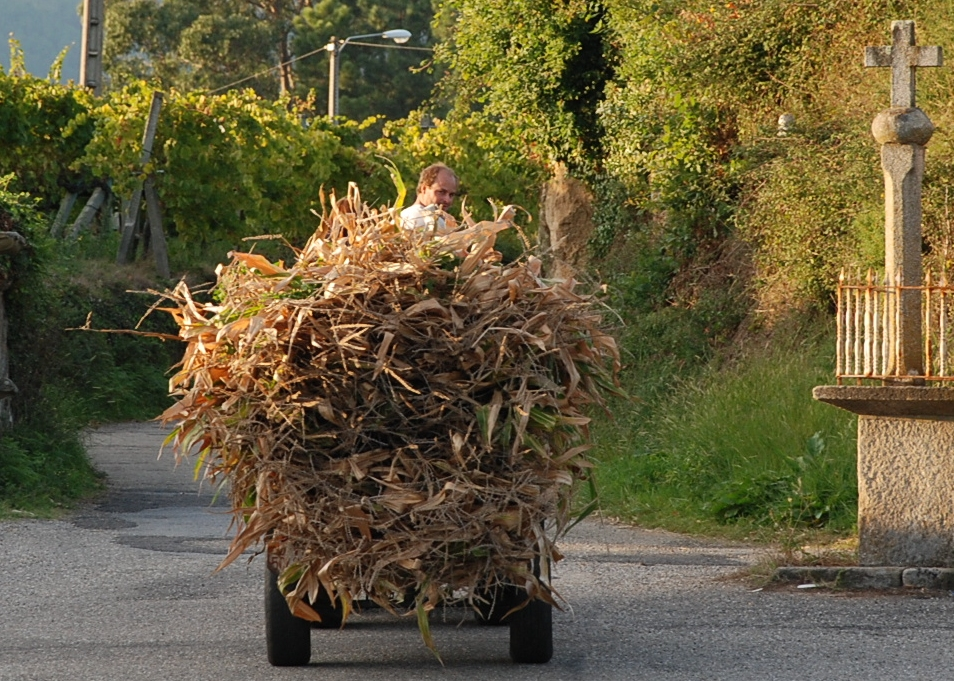
Cosecha en Vide.

Santa María de Vide es una parroquia localizada en el municipio pontevedrés Nieves. Según el padrón municipal de 2008 tenía 492 habitantes (262 mujeres y 230 hombres), distribuidos en 26 entidades de población, lo que supone un aumento en relación con el año 2004 cuando tenía 482 habitantes.

## Geografía
Vide limita al este con la parroquia de Sela (Arbo), al oeste con el río Termes, al norte con los montes de San Fins y Odrago y al sur con el río Miño. Es de tierras llanas.

## Fiestas
Las fiestas patronales se celebran los días 14, 15 y 16 de agosto; y las dos semanas anteriores se organizan actividades culturales como caminatas, tractoradas o maratones.
- Datos: Q12401869
- Multimedia: Vide, As Neves / Q12401869